# Megiddo (conseil régional)
Pour les articles homonymes, voir Megiddo.
Le conseil régional de Megiddo (en hébreu : מועצה אזורית מגידו, Mo'atza Azorit Megido), situé dans le district Nord d'Israël, est un des 53 conseils régionaux de ce pays.
En 2016, sa population était de 11 510 habitants, répartie entre neuf kibboutz et quatre moshav.
Il porte le nom de l'ancienne ville cananéenne de Megiddo, important site archéologique d'Israël, près duquel se trouve aujourd'hui le kibboutz de Megiddo (ainsi que la prison de Megiddo).

## Géographie
Le territoire de ce conseil est situé entre Yoqneam au nord, la vallée de Jezreel et le mont Guilboa à l'est, Wadi Ara au sud et le mont Carmel à l'ouest. 
Il est traversé par deux routes principales, la 65, qui relie la ville côtière de Césarée à Afoula, au nord-est de Megiddo, et la 66, qui relie Haïfa à Jénine, ville de Cisjordanie au sud-est de Megiddo. Ces routes se croisent à Megiddo, à environ 2,5 km de la frontière entre Israël et la Cisjordanie. Il est longé à l'ouest par la route à quatre voies 70 qui devient à ce niveau l'autoroute 6 (autoroute Yitzhak Rabin), reliant Haïfa à Beer-Sheva, au sud-ouest de Jérusalem.

## Liste des communautés formant le conseil régional

### Kibboutz
- Dalia
- Ein HaShofet (en)
- Gal'ed (en)
- Givat Oz
- HaZore'a
- Megiddo
- Mishmar-Haémek
- Ramat HaShofet
- Ramot Menashe

### Autres municipalités
- Ein HaEmek (en)
- Eliakim (en)
- Midrakh Oz (en)
- Yokneam Moshava (en)

## Source de la traduction
- (en) Cet article est partiellement ou en totalité issu de l’article de Wikipédia en anglais intitulé « Megiddo Regional Council » (voir la liste des auteurs).